# Теорема о сложении скоростей
Теоре́ма о сложе́нии скоросте́й — одна из теорем кинематики, связывает между собой скорости материальной точки в различных системах отсчёта. Утверждает, что при сложном движении материальной точки вектор её абсолютной скорости равен векторной сумме её относительной и переносной скоростей.

## Сложное движение

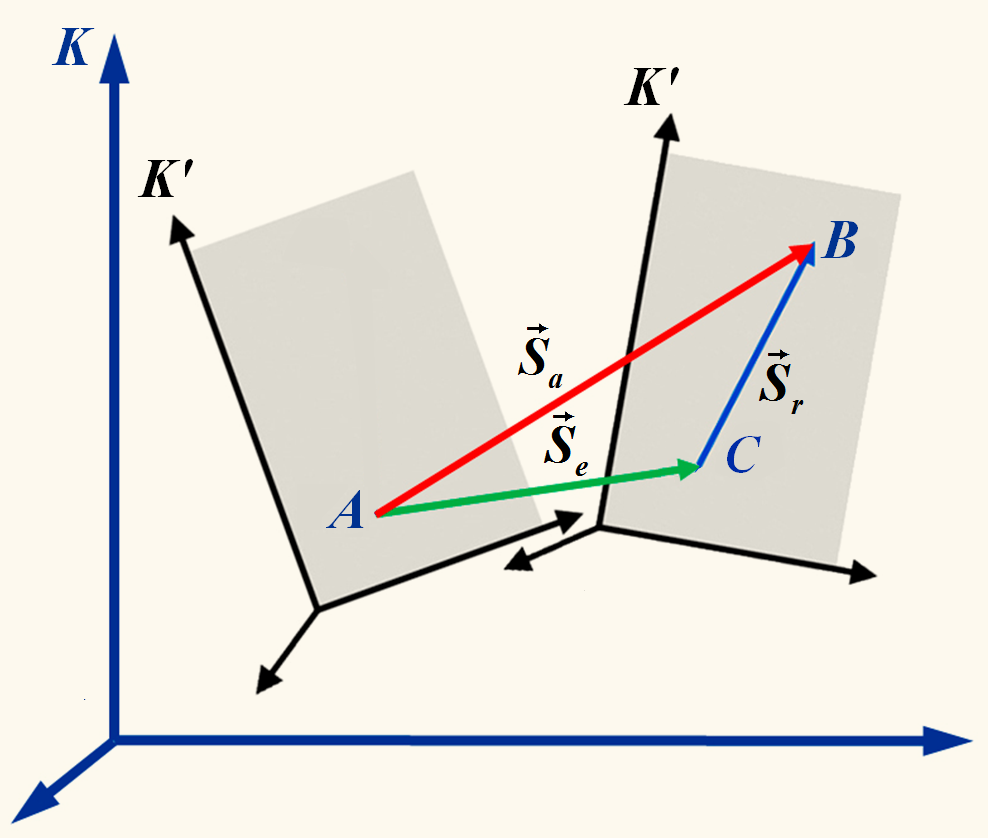
Сложное движение.

Движение в механике всегда рассматривается по отношению к какой-либо системе отсчёта (СО). Однако в некоторых случаях бывает целесообразно или даже необходимо изучать движение материальной точки (МТ) относительно двух различных систем отсчёта одновременно. Одну из этих систем отсчёта условно считают неподвижной, базовой, а другую полагают движущейся относительно первой. Тогда движение точки можно рассматривать, как состоящее из двух движений: первое — движение относительно движущейся системы отсчёта, второе — движение вместе с движущейся системой относительно неподвижной. Такое движение точки называют сложным или составным.

## Определения
Условно неподвижную систему отсчёта принято называть абсолютной. Соответственно, абсолютными называют движение, перемещение, скорость и ускорение точки относительно этой СО. На рисунке система отсчёта K выбрана в качестве абсолютной.
Условно подвижную систему отсчёта принято называть относительной. Движение, перемещение, скорость и ускорение точки относительно этой системы также именуют относительными. Система K' на рисунке является относительной.
Движение, совершаемое подвижной системой K' и всеми жёстко связанными с нею точками пространства относительно системы К, называют перено́сным. Если некоторая МТ движется относительно подвижной системы K', то в общем случае та точка системы K', в которой в данный момент находится МТ, также движется относительно неподвижной системы К. Мгновенную скорость этой точки системы K' называют переносной скоростью МТ.

## Доказательство
Пусть МТ в некоторый момент времени находилась в точке А, а через промежуток времени {\displaystyle \Delta t} оказалась в точке В (см. рис.). Тогда её перемещение относительно системы К (абсолютное перемещение) будет равно {\displaystyle {\vec {S}}_{a}}. Точка А подвижной системы K' за время {\displaystyle } переместилась вместе с K' и оказалась в точке С, совершив перемещение относительно системы К (переносное перемещение), изображённое на рисунке вектором {\displaystyle {\vec {S}}_{e}}.
С точки зрения наблюдателя, связанного с системой K', точка С является той точкой, в которой МТ находилась первоначально, поэтому вектор {\displaystyle {\vec {S}}_{r}} представляет собой перемещение МТ относительно подвижной системы K', то есть относительное перемещение.
Из сказанного и векторной диаграммы на рисунке следует
{\displaystyle {\vec {S}}_{a}={\vec {S}}_{e}+{\vec {S}}_{r}.}
Деля данное равенство на промежуток времени {\displaystyle \Delta t}, а затем устремляя его к нулю, в пределе получаем
{\displaystyle {\vec {v}}_{a}={\vec {v}}_{e}+{\vec {v}}_{r},}
где {\displaystyle {\vec {v}}_{a}} — абсолютная, {\displaystyle {\vec {v}}_{e}} — переносная, а
{\displaystyle {\vec {v}}_{r}} — относительная скорость движения МТ.
Полученное равенство является математическим выражением теоремы о сложении скоростей, которая формулируется так:

При сложном движении абсолютная скорость материальной точки равна геометрической сумме переносной и относительной скоростей.
Теорему о сложении скоростей называют также правилом параллелограмма скоростей.

## Обсуждение
В общем случае движение системы K' можно представить как сумму двух движений: поступательного движения со скоростью, равной скорости начала координат  системы K', и вращательного движения вокруг мгновенной оси, проходящей через это начало. Можно показать, что переносная скорость {\displaystyle {\vec {v}}_{e}}, скорость начала координат  {\displaystyle {\vec {v}}_{0}} и угловая скорость вращательного движения системы {\displaystyle {\vec {\omega }}} связаны соотношением
{\displaystyle {\vec {v}}_{e}={\vec {v}}_{0}+[{\vec {\omega }}\times {\vec {r'}}].}
С учётом этого равенства математическое выражение теоремы приобретает вид
{\displaystyle {\vec {v}}_{a}={\vec {v}}_{0}+[{\vec {\omega }}\times {\vec {r'}}]+{\vec {v}}_{r}.}
Утверждение теоремы, доказанное для двух систем отсчёта нетрудно обобщить на случай произвольного их количества. Действительно, предположим, что считавшаяся нами до сих пор неподвижной система К движется относительно некоторой третьей системы. Тогда для абсолютной скорости {\displaystyle {\vec {v'_{a}}}} МТ в этой системе в силу доказанной теоремы будет выполняться
{\displaystyle {\vec {v'_{a}}}={\vec {v'_{e}}}+{\vec {v}}_{e}+{\vec {v}}_{r},}
где {\displaystyle {\vec {v'_{e}}}} — переносная скорость точки системы К, в которой в данный момент времени находится МТ, движение которой мы изучаем. Очевидно, что рассуждая аналогичным образом, можно получить формулу сложения скоростей, пригодную для любого количества систем отсчёта.
Утверждение теоремы о сложении скоростей справедливо только до тех пор, пока скорости, о которых идёт речь в теореме, много меньше скорости света. В противном случае следует использовать релятивистскую  формулу сложения скоростей.
Замечание.
Радиус-вектор {\displaystyle r(t)} МТ в системе отсчёта К всегда можно представить в виде суммы двух векторов:
{\displaystyle {\vec {r}}(t)={\vec {R}}(t)+{\vec {r'}}(t),}
где {\displaystyle {\vec {R}}(t)} — радиус-вектор начала подвижной системы координат, а {\displaystyle {\vec {r'}}(t)} — радиус-вектор МТ в подвижной системе K'. После дифференцирования из равенства следует
{\displaystyle {\vec {v}}_{a}={\frac {d{\vec {R}}(t)}{dt}}+{\frac {d{\vec {r'}}(t)}{dt}}.}
Полученное соотношение справедливо для любой МТ и для любого момента времени. Следует, однако, иметь в виду, что в общем случае первый член суммы не равен переносной скорости, а второй — не равен относительной скорости. Действительно, {\displaystyle {\frac {d{\vec {R}}(t)}{dt}}} — это скорость начала системы координат K' {\displaystyle {\vec {v}}_{0}} и при наличии вращения системы K' не совпадает со скоростью той точки системы, в которой в данный момент находится МТ. В свою очередь {\displaystyle {\frac {d{\vec {r'}}(t)}{dt}}} представляет собой скорость МТ относительно начала координат, то есть, определяется иначе, чем относительная скорость {\displaystyle {\vec {v}}_{r}}. Равенства {\displaystyle {\frac {d{\vec {R}}(t)}{dt}}={\vec {v}}_{e}} и  {\displaystyle {\frac {d{\vec {r'}}(t)}{dt}}={\vec {v}}_{r}} выполняются только в тех случаях, когда система K' движется поступательно, то есть когда она не совершает поворотов ({\displaystyle {\vec {\omega }}=0}) и все её точки движутся одинаково.

## Примеры
1. В системе отсчёта, связанной с Землёй, скорость пассажира[7], идущего по коридору вагона, можно рассматривать, как складывающуюся из двух скоростей. Первая из них — скорость, с которой движется точка вагона, в которой в данный момент находится пассажир, — переносная скорость, то есть скорость, с которой вагон «переносит» пассажира. Второе слагаемое — скорость движения пассажира относительно вагона. Если вагон движется по закруглению пути, то направление абсолютной скорости пассажира изменяется за счёт изменения переносной скорости.
2. Абсолютная скорость мухи[8], ползущей по вращающейся граммофонной пластинке, равна геометрической сумме скорости её движения относительно пластинки и той скорости, которую имеет точка пластинки под мухой относительно Земли — переносной скорости.
3. Движение точки колеса (окружности), катящегося по горизонтальной поверхности без проскальзывания, можно рассматривать как сложное движение, состоящее из движения колеса в целом со скоростью {\displaystyle v} и вращения точек колеса вокруг его оси с угловой скоростью {\displaystyle \omega }. Тогда в соответствии с теоремой о сложении скоростей проекции абсолютной скорости точки колеса на горизонтальную и вертикальную оси можно записать в виде

{\displaystyle v_{x}=v-v\cos \omega t}
{\displaystyle v_{y}=v\sin \omega t,}
где {\displaystyle R} — радиус колеса. После интегрирования и с учётом {\displaystyle v=\omega R} из этих уравнений следует:
{\displaystyle x=\omega Rt-R\sin \omega t}
{\displaystyle y=R-R\cos \omega t.}
Полученные уравнения представляют собой параметрические уравнения циклоиды, соответственно траекторией движения точки колеса является циклоида.